# UCI Europe Tour 2020
L'UCI Europe Tour 2020 è stata la sedicesima edizione dell'UCI Europe Tour, uno dei cinque circuiti continentali di ciclismo dell'Unione Ciclistica Internazionale. Il suo calendario era composto da 109 corse, che si sono tenute dal 25 gennaio al 12 ottobre 2020 in Europa. Nel corso della stagione, molte corse sono state annullate o rinviate a causa della pandemia di COVID-19.
Durante tutta la stagione, i punti sono stati assegnati ai vincitori delle gare in linea, ai primi della classifica generale e ai vincitori di ogni tappa delle corse a tappe. La qualità e la complessità di una gara ha determinato anche quanti punti sono stati assegnati ai primi classificati: più alto è stato il punteggio UCI di una gara, più punti sono stati assegnati.
La classificazione UCI dal più alto al più basso è stata la seguente:
- corse a tappe: 2.1 e 2.2;
- corse di un giorno: 1.1 e 1.2.

## Calendario

### Gennaio
| Data | Prova                                                 | Cat. | Vincitore        | Squadra            |
| ---- | ----------------------------------------------------- | ---- | ---------------- | ------------------ |
| 25   | GP Belek (2020)                                       | 1.2  | Emre Yavuz       | Salcano Sakarya BB |
| 30   | Trofeo Felanitx, Ses Salines, Campos, Porreres (2020) | 1.1  | Matteo Moschetti | Trek-Segafredo     |
| 31   | Trofeo Serra de Tramuntana (2020)                     | 1.1  | Emanuel Buchmann | Bora-Hansgrohe     |

### Febbraio
| Data  | Prova                                                     | Cat. | Vincitore          | Squadra                    |
| ----- | --------------------------------------------------------- | ---- | ------------------ | -------------------------- |
| 1º    | Trofeo Pollença-Andratx (2020)                            | 1.1  | Marc Soler         | Movistar Team              |
| 2     | Grand Prix Cycliste la Marseillaise (2020)                | 1.1  | Benoît Cosnefroy   | AG2R La Mondiale           |
| 2     | Trofeo Playa de Palma - Palma (2020)                      | 1.1  | Matteo Moschetti   | Trek-Segafredo             |
| 5-9   | Étoile de Bessèges (2020)                                 | 2.1  | Benoît Cosnefroy   | AG2R La Mondiale           |
| 9     | GP Manavgat (2020)                                        | 1.2  | Branislaŭ Samojlaŭ | Minsk Cycling Club         |
| 13    | Grand Prix Alanya (2020)                                  | 1.2  | Paweł Bernas       | Mazowsze Serce Polski      |
| 14    | Grand Prix Gazipaşa (2020)                                | 1.2  | Mamyr Staš         | Russia                     |
| 14-15 | Vuelta Ciclista a la Región de Murcia Costa Cálida (2020) | 2.1  | Xandro Meurisse    | Circus-Wanty Gobert        |
| 20-23 | Tour of Antalya (2020)                                    | 2.1  | Max Stedman        | Canyon DHB p/b Bloor Homes |
| 21-23 | Tour des Alpes-Maritimes et du Var (2020)                 | 2.1  | Nairo Quintana     | Team Arkéa-Samsic          |
| 29    | Ster van Zwolle (2020)                                    | 1.2  | David Dekker       | SEG Racing Academy         |
| 29    | Grand Prix Velo Alanya (2020)                             | 1.2  | Daniil Pronskiy    | Vino–Astana Motors         |

### Marzo
| Data  | Prova                                  | Cat. | Vincitore                             | Squadra                               |
| ----- | -------------------------------------- | ---- | ------------------------------------- | ------------------------------------- |
| 1º    | Grand Prix Manavgat-Side (2020)        | 1.2  | Alan Banaszek                         | Mazowsze Serce Polski                 |
| 1º    | International Rhodes Grand Prix (2020) | 1.2  | Erlend Blikra                         | Uno-X Norwegian Development Team      |
| 3     | Le Samyn (2020)                        | 1.1  | Hugo Hofstetter                       | Israel Start-Up Nation                |
| 4     | Umag Trophy (2020)                     | 1.2  | Olav Kooij                            | Jumbo-Visma Development Team          |
| 6-8   | International Tour of Rhodes (2020)    | 2.2  | Søren Wærenskjold                     | Joker Fuel of Norway                  |
| 8     | Poreč Trophy (2020)                    | 1.2  | Olav Kooij                            | Jumbo-Visma Development Team          |
| 8     | Grote Prijs Jean-Pierre Monseré (2020) | 1.1  | Fabio Jakobsen                        | Deceuninck-Quick Step                 |
| 8     | Dorpenomloop Rucphen (2020)            | 1.2  | David Dekker                          | SEG Racing Academy                    |
| 12-15 | Istrian Spring Trophy                  | 2.2  | annullata per la Pandemia di COVID-19 | annullata per la Pandemia di COVID-19 |
| 15    | Bevrijdingsronde van Drenthe           | 1.1  | annullata per la Pandemia di COVID-19 | annullata per la Pandemia di COVID-19 |
| 15    | Parigi-Troyes                          | 1.2  | annullata per la Pandemia di COVID-19 | annullata per la Pandemia di COVID-19 |
| 15    | Classica de Arrabida-Cyclin'Portugal   | 1.2  | annullata per la Pandemia di COVID-19 | annullata per la Pandemia di COVID-19 |
| 18-22 | Volta ao Alentejo                      | 1.2  | annullata per la Pandemia di COVID-19 | annullata per la Pandemia di COVID-19 |
| 20    | Youngster Coast Challenge              | 1.2U | annullata per la Pandemia di COVID-19 | annullata per la Pandemia di COVID-19 |
| 21    | Grand Prix Mediterrennean              | 1.2  | annullata per la Pandemia di COVID-19 | annullata per la Pandemia di COVID-19 |
| 21    | GP Slovenian Istria                    | 1.2  | annullata per la Pandemia di COVID-19 | annullata per la Pandemia di COVID-19 |
| 22    | Grand Prix Justiniano Hotels           | 1.2  | annullata per la Pandemia di COVID-19 | annullata per la Pandemia di COVID-19 |
| 23-29 | Tour de Normandie                      | 2.2  | annullata per la Pandemia di COVID-19 | annullata per la Pandemia di COVID-19 |
| 28    | Classic Loire Atlantique               | 1.1  | annullata per la Pandemia di COVID-19 | annullata per la Pandemia di COVID-19 |
| 29    | Grand Prix Adria Mobil                 | 1.2  | annullata per la Pandemia di COVID-19 | annullata per la Pandemia di COVID-19 |
| 29    | Cholet-Pays de la Loire                | 1.1  | annullata per la Pandemia di COVID-19 | annullata per la Pandemia di COVID-19 |

### Aprile
| Data  | Prova                                          | Cat. | Vincitore                             | Squadra                               |
| ----- | ---------------------------------------------- | ---- | ------------------------------------- | ------------------------------------- |
| 1º-4  | Giro di Sicilia                                | 2.1  | annullata per la Pandemia di COVID-19 | annullata per la Pandemia di COVID-19 |
| 3     | Route Adélie de Vitré                          | 1.1  | annullata per la Pandemia di COVID-19 | annullata per la Pandemia di COVID-19 |
| 3-5   | Triptyque des Monts et Châteaux                | 2.2U | annullata per la Pandemia di COVID-19 | annullata per la Pandemia di COVID-19 |
| 4     | Volta Limburg Classic                          | 1.1  | annullata per la Pandemia di COVID-19 | annullata per la Pandemia di COVID-19 |
| 5     | La Roue Tourangelle Région Centre Val de Loire | 1.1  | annullata per la Pandemia di COVID-19 | annullata per la Pandemia di COVID-19 |
| 5     | Trofeo Piva                                    | 1.2U | annullata per la Pandemia di COVID-19 | annullata per la Pandemia di COVID-19 |
| 5     | Grand-Prix L'Échappée                          | 1.2  | annullata per la Pandemia di COVID-19 | annullata per la Pandemia di COVID-19 |
| 7-10  | Circuit Cycliste Sarthe-Pays de la Loire       | 2.1  | annullata per la Pandemia di COVID-19 | annullata per la Pandemia di COVID-19 |
| 10-12 | Circuit des Ardennes International             | 2.2  | annullata per la Pandemia di COVID-19 | annullata per la Pandemia di COVID-19 |
| 13    | Giro del Belvedere                             | 1.2U | annullata per la Pandemia di COVID-19 | annullata per la Pandemia di COVID-19 |
| 15-19 | Tour du Loir-et-Cher                           | 2.2  | annullata per la Pandemia di COVID-19 | annullata per la Pandemia di COVID-19 |
| 18    | Tour du Finistère                              | 1.1  | annullata per la Pandemia di COVID-19 | annullata per la Pandemia di COVID-19 |
| 18    | Arno Wallaard Memorial                         | 1.2  | annullata per la Pandemia di COVID-19 | annullata per la Pandemia di COVID-19 |
| 18    | Liegi-Bastogne-Liegi Under-23                  | 1.2U | annullata per la Pandemia di COVID-19 | annullata per la Pandemia di COVID-19 |
| 23-26 | Authentic Tour of Macedonia                    | 2.2  | annullata per la Pandemia di COVID-19 | annullata per la Pandemia di COVID-19 |
| 24-26 | Vuelta a Castilla y León                       | 2.1  | annullata per la Pandemia di COVID-19 | annullata per la Pandemia di COVID-19 |
| 25    | PWZ Zuidenveld Tour                            | 1.2  | annullata per la Pandemia di COVID-19 | annullata per la Pandemia di COVID-19 |
| 25    | Gran Premio della Liberazione                  | 1.2U | annullata per la Pandemia di COVID-19 | annullata per la Pandemia di COVID-19 |
| 25-1º | Tour de Bretagne                               | 2.2  | annullata per la Pandemia di COVID-19 | annullata per la Pandemia di COVID-19 |
| 26    | Rutland-Melton International Cicle Classic     | 1.2  | annullata per la Pandemia di COVID-19 | annullata per la Pandemia di COVID-19 |
| 26    | Paris-Mantes Cycliste                          | 1.2  | annullata per la Pandemia di COVID-19 | annullata per la Pandemia di COVID-19 |

### Maggio
| Data  | Prova                                              | Cat. | Vincitore                             | Squadra                               |
| ----- | -------------------------------------------------- | ---- | ------------------------------------- | ------------------------------------- |
| 1º    | Memoriał Andrzeja Trochanowskiego                  | 1.2  | annullata per la Pandemia di COVID-19 | annullata per la Pandemia di COVID-19 |
| 1º    | Eschborn-Frankfurt U23                             | 1.2U | annullata per la Pandemia di COVID-19 | annullata per la Pandemia di COVID-19 |
| 1º-3  | Vuelta Asturias Julio Alvarez Mendo                | 2.1  | annullata per la Pandemia di COVID-19 | annullata per la Pandemia di COVID-19 |
| 1º-5  | Five Rings of Moscow                               | 2.2  | annullata per la Pandemia di COVID-19 | annullata per la Pandemia di COVID-19 |
| 2     | Ronde van Overijssel                               | 1.2  | annullata per la Pandemia di COVID-19 | annullata per la Pandemia di COVID-19 |
| 2     | GP Himmerland Rundt                                | 1.2  | annullata per la Pandemia di COVID-19 | annullata per la Pandemia di COVID-19 |
| 3     | Circuito del Porto-Trofeo Arvedi                   | 1.2  | annullata per la Pandemia di COVID-19 | annullata per la Pandemia di COVID-19 |
| 3     | Rent Liv Løbet Skive                               | 1.2  | annullata per la Pandemia di COVID-19 | annullata per la Pandemia di COVID-19 |
| 3     | Grand Prix de la Somme « Conseil Départemental 80» | 1.2  | annullata per la Pandemia di COVID-19 | annullata per la Pandemia di COVID-19 |
| 3     | Memoriał Romana Sieminskiego                       | 1.2  | annullata per la Pandemia di COVID-19 | annullata per la Pandemia di COVID-19 |
| 7-10  | Vuelta a la Comunidad de Madrid                    | 2.1  | annullata per la Pandemia di COVID-19 | annullata per la Pandemia di COVID-19 |
| 8-10  | Tour du Jura Cycliste                              | 2.2  | annullata per la Pandemia di COVID-19 | annullata per la Pandemia di COVID-19 |
| 8     | Fyen Rundt                                         | 1.1  | annullata per la Pandemia di COVID-19 | annullata per la Pandemia di COVID-19 |
| 9     | Veenendaal-Veenendaal Classic                      | 1.1  | annullata per la Pandemia di COVID-19 | annullata per la Pandemia di COVID-19 |
| 9     | Grand Prix Herning                                 | 1.2  | annullata per la Pandemia di COVID-19 | annullata per la Pandemia di COVID-19 |
| 9     | Sundvolden GP                                      | 1.2  | annullata per la Pandemia di COVID-19 | annullata per la Pandemia di COVID-19 |
| 10    | Ringerike GP                                       | 1.2  | annullata per la Pandemia di COVID-19 | annullata per la Pandemia di COVID-19 |
| 10    | Gran Premio Industrie del Marmo                    | 1.2U | annullata per la Pandemia di COVID-19 | annullata per la Pandemia di COVID-19 |
| 10    | Flèche Ardennaise                                  | 1.2  | annullata per la Pandemia di COVID-19 | annullata per la Pandemia di COVID-19 |
| 14-17 | Rhône-Alpes Isère Tour                             | 2.2  | annullata per la Pandemia di COVID-19 | annullata per la Pandemia di COVID-19 |
| 15-17 | Tour d'Eure-et-Loir                                | 2.2  | annullata per la Pandemia di COVID-19 | annullata per la Pandemia di COVID-19 |
| 17    | Grand Prix Criquielion                             | 1.2  | annullata per la Pandemia di COVID-19 | annullata per la Pandemia di COVID-19 |
| 17    | Boucles de l'Aulne-Châteaulin                      | 1.1  | annullata per la Pandemia di COVID-19 | annullata per la Pandemia di COVID-19 |
| 17    | Paris-Roubaix Espoirs                              | 1.2U | annullata per la Pandemia di COVID-19 | annullata per la Pandemia di COVID-19 |
| 17-21 | Giro d'Albania                                     | 2.2  | annullata per la Pandemia di COVID-19 | annullata per la Pandemia di COVID-19 |
| 20-24 | Flèche du Sud                                      | 2.2  | annullata per la Pandemia di COVID-19 | annullata per la Pandemia di COVID-19 |
| 21    | Chabany Race                                       | 1.2  | annullata per la Pandemia di COVID-19 | annullata per la Pandemia di COVID-19 |
| 21    | Circuit de Wallonie                                | 1.1  | annullata per la Pandemia di COVID-19 | annullata per la Pandemia di COVID-19 |
| 22    | Horizon Park Race for Peace                        | 1.2  | annullata per la Pandemia di COVID-19 | annullata per la Pandemia di COVID-19 |
| 22-24 | À Travers les Hauts de France                      | 2.2  | annullata per la Pandemia di COVID-19 | annullata per la Pandemia di COVID-19 |
| 23    | Horizon Park Race Maidan                           | 1.2  | annullata per la Pandemia di COVID-19 | annullata per la Pandemia di COVID-19 |
| 24    | Huskvarna GP Road Race                             | 1.2  | annullata per la Pandemia di COVID-19 | annullata per la Pandemia di COVID-19 |
| 24    | Horizon Park Race Classic                          | 1.2  | annullata per la Pandemia di COVID-19 | annullata per la Pandemia di COVID-19 |
| 28-30 | Tour of Estonia                                    | 2.1  | annullata per la Pandemia di COVID-19 | annullata per la Pandemia di COVID-19 |
| 29-31 | Tour de la Mirabelle                               | 2.1  | annullata per la Pandemia di COVID-19 | annullata per la Pandemia di COVID-19 |
| 30    | Grand Prix Kalmar Road Race                        | 2.1  | annullata per la Pandemia di COVID-19 | annullata per la Pandemia di COVID-19 |
| 30    | GP Fany Gatroservis Příbram                        | 1.2  | annullata per la Pandemia di COVID-19 | annullata per la Pandemia di COVID-19 |
| 31    | Coppa della Pace-Trofeo F.lli Anelli               | 1.2U | annullata per la Pandemia di COVID-19 | annullata per la Pandemia di COVID-19 |

### Giugno
| Data  | Prova                                           | Cat. | Vincitore                             | Squadra                               |
| ----- | ----------------------------------------------- | ---- | ------------------------------------- | ------------------------------------- |
| 2     | Trofeo Alcide De Gasperi                        | 1.2  | annullata per la Pandemia di COVID-19 | annullata per la Pandemia di COVID-19 |
| 4-7   | Ronde de l'Oise                                 | 2.2  | annullata per la Pandemia di COVID-19 | annullata per la Pandemia di COVID-19 |
| 4-7   | Oberösterreichrundfahrt                         | 2.2  | annullata per la Pandemia di COVID-19 | annullata per la Pandemia di COVID-19 |
| 5     | Gran Premio del Canton Argovia                  | 1.1  | annullata per la Pandemia di COVID-19 | annullata per la Pandemia di COVID-19 |
| 6     | Heylen Vastgoed Heistse Pijl                    | 1.1  | annullata per la Pandemia di COVID-19 | annullata per la Pandemia di COVID-19 |
| 7     | Elfstedenronde                                  | 1.1  | annullata per la Pandemia di COVID-19 | annullata per la Pandemia di COVID-19 |
| 7     | Memorial Philippe Van Coningsloo                | 1.2  | annullata per la Pandemia di COVID-19 | annullata per la Pandemia di COVID-19 |
| 13    | Grand Prix Doliny Baryczy - Memoriał Grundmanna | 1.2  | annullata per la Pandemia di COVID-19 | annullata per la Pandemia di COVID-19 |
| 14    | Race Korona Kocich Gór                          | 1.2  | annullata per la Pandemia di COVID-19 | annullata per la Pandemia di COVID-19 |
| 14    | Rund um Köln                                    | 1.1  | annullata per la Pandemia di COVID-19 | annullata per la Pandemia di COVID-19 |
| 14-19 | Adriatica Ionica Race                           | 2.1  | annullata per la Pandemia di COVID-19 | annullata per la Pandemia di COVID-19 |
| 24    | Internationale Wielertrofee Jong Maar Moedig    | 1.2  | annullata per la Pandemia di COVID-19 | annullata per la Pandemia di COVID-19 |
| 28    | Midden-Brabant Poort Omloop                     | 1.2  | annullata per la Pandemia di COVID-19 | annullata per la Pandemia di COVID-19 |
| 28    | Gran Premio Città di Lugano                     | 1.1  | annullata per la Pandemia di COVID-19 | annullata per la Pandemia di COVID-19 |

### Luglio
| Data  | Prova                                          | Cat. | Vincitore                             | Squadra                               |
| ----- | ---------------------------------------------- | ---- | ------------------------------------- | ------------------------------------- |
| 7     | Trofeo Città di Brescia                        | 1.2  | annullata per la Pandemia di COVID-19 | annullata per la Pandemia di COVID-19 |
| 11    | Grand Prix Erciyes                             | 1.2  | annullata per la Pandemia di COVID-19 | annullata per la Pandemia di COVID-19 |
| 12    | Grand Prix Kayseri                             | 1.2  | annullata per la Pandemia di COVID-19 | annullata per la Pandemia di COVID-19 |
| 14-19 | Giro Ciclistico della Valle d'Aosta Mont-Blanc | 2.2U | annullata per la Pandemia di COVID-19 | annullata per la Pandemia di COVID-19 |
| 15-18 | Dookoła Mazowsza (2020)                        | 2.2  | Michael Kukrle                        | Elkov-Kasper                          |
| 16    | Grand Prix Pino Cerami                         | 1.1  | annullata per la Pandemia di COVID-19 | annullata per la Pandemia di COVID-19 |
| 19    | Puchar Ministra Obrony Narodowej (2020)        | 1.2  | Felix Groß                            | Germania                              |
| 22-26 | Tour Alsace                                    | 2.2  | annullata per la Pandemia di COVID-19 | annullata per la Pandemia di COVID-19 |
| 23-26 | Sibiu Cycling Tour (2020)                      | 2.1  | Gregor Mühlberger                     | Bora-Hansgrohe                        |
| 25-26 | In the footsteps of the Romans (2020)          | 2.2  | Norbert Banaszek                      | Mazowsze Serce Polski                 |
| 26    | Grand Prix Kranj (2020)                        | 1.2  | Olav Kooij                            | Jumbo-Visma Development Team          |
| 26    | Grand Prix de la ville de Pérenchies           | 1.2  | annullata per la Pandemia di COVID-19 | annullata per la Pandemia di COVID-19 |
| 28-31 | Tour de Bulgarie (2020)                        | 2.2  | Patryk Stosz                          | Voster ATS Team                       |
| 31-3  | Kreiz Breizh Elites                            | 2.2  | annullata per la Pandemia di COVID-19 | annullata per la Pandemia di COVID-19 |
| 31-9  | Tour Cycliste International de la Guadeloupe   | 2.2  | annullata per la Pandemia di COVID-19 | annullata per la Pandemia di COVID-19 |

### Agosto
| Data  | Prova                                             | Cat. | Vincitore                              | Squadra                                |
| ----- | ------------------------------------------------- | ---- | -------------------------------------- | -------------------------------------- |
| 1º    | Slag om Norg                                      | 1.1  | annullata per la Pandemia di COVID-19  | annullata per la Pandemia di COVID-19  |
| 1°-4  | Route d'Occitanie (2020)                          | 2.1  | Egan Bernal                            | Team Ineos                             |
| 2     | Circuito de Getxo "Memorial Ricardo Otxoa" (2020) | 1.1  | Damiano Caruso                         | Bahrain-McLaren                        |
| 2     | Antwerpse Havenpijl                               | 1.2  | annullata per la Pandemia di COVID-19  | annullata per la Pandemia di COVID-19  |
| 4-8   | Tour of Szeklerland (2020)                        | 2.2  | Jakub Kaczmarek                        | Mazowsze Serce Polski                  |
| 5-8   | Tour de Savoie Mont-Blanc (2020)                  | 2.2  | Pierre Rolland                         | B&B Hotels-Vital Concept               |
| 6     | Mont Ventoux Dénivelé Challenges (2020)           | 1.1  | Aleksandr Vlasov                       | Astana Pro Team                        |
| 6-9   | Czech Cycling Tour (2020)                         | 2.1  | Damien Howson                          | Mitchelton-Scott                       |
| 7-9   | Tour de l'Ain (2020)                              | 2.1  | Primož Roglič                          | Team Jumbo-Visma                       |
| 8     | Memoriał Henryka Łasaka                           | 1.2  | annullata per la Pandemia di COVID-19  | annullata per la Pandemia di COVID-19  |
| 9     | Gran Premio Sportivi di Poggiana-Trofeo Bonin     | 1.2U | annullata per la Pandemia di COVID-19  | annullata per la Pandemia di COVID-19  |
| 9     | Puchar Uzdrowisk Karpackich                       | 1.2  | annullata per la Pandemia di COVID-19  | annullata per la Pandemia di COVID-19  |
| 12-16 | Tour Bitwa Warszawska (2020)                      | 2.2  | Oscar Riesebeek                        | Alpecin-Fenix                          |
| 13-15 | Baltic Chain Tour (2020)                          | 2.2  | Gert Jõeäär                            | Estonia                                |
| 15    | Tour de Ribas                                     | 1.2  | annullata per la Pandemia di COVID-19  | annullata per la Pandemia di COVID-19  |
| 16    | Gran Premio Capodarco - Comunità di Capodarco     | 1.2U | annullata per la Pandemia di COVID-19  | annullata per la Pandemia di COVID-19  |
| 16    | La Poly Normande                                  | 1.1  | annullata per la Pandemia di COVID-19  | annullata per la Pandemia di COVID-19  |
| 16    | Odessa Grand Prix                                 | 1.2  | annullata per la Pandemia di COVID-19  | annullata per la Pandemia di COVID-19  |
| 16-17 | One Belt One Road                                 | 2.2  | annullata per la Pandemia di COVID-19  | annullata per la Pandemia di COVID-19  |
| 18    | Grote Prijs Stad Zottegem                         | 1.1  | annullata per la Pandemia di COVID-19  | annullata per la Pandemia di COVID-19  |
| 18-21 | Tour du Limousin (2020)                           | 2.1  | Luca Wackermann                        | Vini Zabù KTM                          |
| 19    | Visegrad 4 Kerékpárverseny                        | 1.2  | annullata per la Pandemia di COVID-19  | annullata per la Pandemia di COVID-19  |
| 22    | Omloop Mandel-Leie-Schelde Meulebeke              | 1.1  | annullata per la Pandemia di COVID-19  | annullata per la Pandemia di COVID-19  |
| 23    | Schaal Sels                                       | 1.1  | annullata per la Pandemia di COVID-19  | annullata per la Pandemia di COVID-19  |
| 24    | Mercan'Tour Classic Alpes-Maritimes               | 1.1  | annullata per la Pandemia di COVID-19  | annullata per la Pandemia di COVID-19  |
| 25    | Grand Prix des Marbriers                          | 1.2  | annullata per la Pandemia di COVID-19  | annullata per la Pandemia di COVID-19  |
| 27-30 | Tour du Poitou-Charentes (2020)                   | 2.1  | Arnaud Démare                          | Groupama-FDJ                           |
| 28-30 | CCC Tour-Grody Piastowskie                        | 2.2  | annullata per la Pandemia di COVID-191 | annullata per la Pandemia di COVID-191 |
| 29    | Druivenkoers-Overijse (2020)                      | 1.1  | Florian Sénéchal                       | Deceuninck-Quick Step                  |
| 29    | Trofeo Matteotti (2020)                           | 1.1  | Valerio Conti                          | UAE Team Emirates                      |
| 29-2  | Tour de Hongrie (2020)                            | 2.1  | Attila Valter                          | CCC Team                               |
| 29-5  | Giro Ciclistico d'Italia (2020)                   | 2.2U | Thomas Pidcock                         | Trinity Racing                         |
| 30    | Grote Prijs Jef Scherens                          | 1.1  | annullata per la Pandemia di COVID-19  | annullata per la Pandemia di COVID-19  |
| 30    | Memorial Marco Pantani (2020)                     | 1.1  | Fabio Felline                          | Astana Pro Team                        |
| 31-31 | Carpathian Couriers Race (2020)                   | 2.2U | Jordan Habets                          | Wielerploeg Groot Amsterdam            |

### Settembre
| Data  | Prova                                                  | Cat. | Vincitore                             | Squadra                               |
| ----- | ------------------------------------------------------ | ---- | ------------------------------------- | ------------------------------------- |
| 1°-3  | Tour de Serbie (2020)                                  | 2.2  | Martin Haring                         | Dukla Banská Bystrica                 |
| 1°-4  | Settimana Internazionale di Coppi e Bartali (2020)     | 2.1  | Jhonatan Narváez                      | Ineos Grenadiers                      |
| 2-6   | Okolo Jižních Čech                                     | 2.2  | annullata per la Pandemia di COVID-19 | annullata per la Pandemia di COVID-19 |
| 3     | Grand Prix Develi (2020)                               | 1.2  | Anatolij Budjak                       | Ucraina                               |
| 3-5   | Tour of Kosovo                                         | 1.2  | annullata per la Pandemia di COVID-19 | annullata per la Pandemia di COVID-19 |
| 3-6   | Bałtyk-Karkonosze Tour (2020)                          | 2.2  | Stanisław Aniołkowski                 | CCC Development Team                  |
| 4     | Hafjell TT (2020)                                      | 1.2  | Andreas Leknessund                    | Uno-X Pro Cycling Team                |
| 4     | Grand Prix Cappadocia (2020)                           | 1.2  | Mychajlo Kononenko                    | Ucraina                               |
| 4-7   | Belgrade-Banja Luka (2020)                             | 2.1  | Jakub Kaczmarek                       | Mazowsze Serce Polski                 |
| 5     | Lillehammer GP (2020)                                  | 1.2  | Andreas Leknessund                    | Uno-X Pro Cycling Team                |
| 5     | Grand Prix Mount Erciyes 2200 mt (2020)                | 1.2  | Ivan Smirnov                          | Russia                                |
| 6     | Gylne Gutuer                                           | 1.2  | annullata per la Pandemia di COVID-19 | annullata per la Pandemia di COVID-19 |
| 6     | Tour du Doubs (2020)                                   | 1.1  | Loïc Vliegen                          | Circus-Wanty Gobert                   |
| 6     | Grand Prix World's Best High Altitude (2020)           | 1.2  | Anatolij Budjak                       | Ucraina                               |
| 8-13  | Turul României (2020)                                  | 2.2  | Eduard Michael Grosu                  | Romania                               |
| 9-12  | Wyścig Solidarności i Olimpijczyków (2020)             | 2.2  | Stanisław Aniołkowski                 | CCC Development Team                  |
| 12    | De Kustpijl                                            | 1.2  | annullata per la Pandemia di COVID-19 | annullata per la Pandemia di COVID-19 |
| 13    | Antwerp Port Epic (2020)                               | 1.1  | Gianni Vermeersch                     | Alpecin-Fenix                         |
| 13    | Visegrad 4 Bicycle Race - GP Polski                    | 1.2  | annullata per la Pandemia di COVID-19 | annullata per la Pandemia di COVID-19 |
| 14    | Grand Prix Velo Erciyes (2020)                         | 1.2  | Vitalij Buc                           | Ucraina                               |
| 15    | Grand Prix Central Anatolia (2020)                     | 1.2  | Mychajlo Kononenko                    | Ucraina                               |
| 16    | Giro della Toscana-Memorial Alfredo Martini (2020)     | 1.1  | Fernando Gaviria                      | UAE Team Emirates                     |
| 16-19 | Tour de Slovaquie (2020)                               | 2.1  | Jannik Steimle                        | Deceuninck-Quick Step                 |
| 17-20 | Ronde de l'Isard (2020)                                | 2.2U | Xandres Vervloesem                    | Lotto Soudal U23                      |
| 18    | Kampioenschap van Vlaanderen                           | 1.1  | annullata per la Pandemia di COVID-19 | annullata per la Pandemia di COVID-19 |
| 18-20 | Tour of Malopolska (2020)                              | 2.2  | Vojtěch Řepa                          | Topforex Lapierre Pro Cycling Team    |
| 19    | Gran Premio Palio del Recioto                          | 1.2U | annullata per la Pandemia di COVID-19 | annullata per la Pandemia di COVID-19 |
| 19    | Giro dell'Appennino (2020)                             | 1.1  | Ethan Hayter                          | Ineos Grenadiers                      |
| 19-20 | GP Internacional Torres Vedras-Trofeo Agostinho (2020) | 2.2  | Frederico Figueiredo                  | Atum General-Tavira-Maria Nova Hotel  |
| 20    | Grand Prix d'Isbergues - Pas de Calais (2020)          | 1.1  | Nacer Bouhanni                        | Team Arkéa-Samsic                     |
| 20    | Duo Normand                                            | 1.1  | annullata per la Pandemia di COVID-19 | annullata per la Pandemia di COVID-19 |
| 20    | Gooikse Pijl (2020)                                    | 1.1  | Danny van Poppel                      | Circus-Wanty Gobert                   |
| 20    | Trofeo Città di San Vendemiano-GP Ind. & Comm. (2020)  | 1.2U | Antonio Tiberi                        | Team Colpack Ballan                   |
| 22    | Parigi-Camembert (2020)                                | 1.1  | Dorian Godon                          | AG2R La Mondiale                      |
| 23    | Omloop van het Houtland Lichtervelde                   | 1.1  | annullata per la Pandemia di COVID-19 | annullata per la Pandemia di COVID-19 |
| 26-27 | Tour of Mevlana (2020)                                 | 2.2  | Artur Eršov                           | Marathon-Tula Cycling Team            |
| 27    | Parigi-Chauny (2020)                                   | 1.1  | Nacer Bouhanni                        | Team Arkéa-Samsic                     |
| 27    | Giro del Medio Brenta                                  | 1.2  | annullata per la Pandemia di COVID-19 | annullata per la Pandemia di COVID-19 |
| 27-5  | Volta a Portugal Santander (2020)                      | 2.1  | Amaro Antunes                         | W52-FC Porto                          |
| 29    | Ruota d'Oro - GP Festa del Perdono                     | 1.2U | annullata per la Pandemia di COVID-19 | annullata per la Pandemia di COVID-19 |
| 29-2  | Tour of Croatia                                        | 2.1  | annullata per la Pandemia di COVID-19 | annullata per la Pandemia di COVID-19 |
| 30    | Coppa Agostoni - Giro delle Brianze                    | 1.1  | annullata per la Pandemia di COVID-19 | annullata per la Pandemia di COVID-19 |

### Ottobre
| Data  | Prova                                           | Cat. | Vincitore                             | Squadra                               |
| ----- | ----------------------------------------------- | ---- | ------------------------------------- | ------------------------------------- |
| 2-4   | Tour of Montenegro                              | 2.2  | annullata per la Pandemia di COVID-19 | annullata per la Pandemia di COVID-19 |
| 4     | Piccolo Giro di Lombardia (2020)                | 1.2U | Harry Sweeny                          | Lotto Soudal U23                      |
| 4     | Gran Premio Bruno Beghelli                      | 1.1  | annullata per la Pandemia di COVID-19 | annullata per la Pandemia di COVID-19 |
| 4     | Tour de Vendée                                  | 1.1  | annullata per la Pandemia di COVID-19 | annullata per la Pandemia di COVID-19 |
| 4     | Famenne Ardenne Classic                         | 1.1  | annullata per la Pandemia di COVID-19 | annullata per la Pandemia di COVID-19 |
| 6     | Binche-Chimay-Binche-Mémorial Vandenbroucke     | 1.1  | annullata per la Pandemia di COVID-19 | annullata per la Pandemia di COVID-19 |
| 8     | Parigi-Bourges                                  | 1.1  | annullata per la Pandemia di COVID-19 | annullata per la Pandemia di COVID-19 |
| 8-11  | Giro della Regione Friuli Venezia Giulia (2020) | 2.2  | Andreas Leknessund                    | Uno-X Pro Cycling Team                |
| 10    | Tacx Pro Classic-Ronde van Zeeland              | 1.1  | annullata per la Pandemia di COVID-19 | annullata per la Pandemia di COVID-19 |
| 10    | Visegrad 4 Bicycle Race - GP Slovakia (2020)    | 1.2  | Stanisław Aniołkowski                 | CCC Development Team                  |
| 11    | Memorial Rik Van Steenbergen-Kempen Classic     | 1.1  | annullata per la Pandemia di COVID-19 | annullata per la Pandemia di COVID-19 |
| 11    | Parigi-Tours Espoirs (2020)                     | 1.2U | Rune Herregodts                       | Home Solution-Soenens                 |
| 11    | Visegrad 4 Bicycle Race - GP Czech Republic     | 1.2  | annullata per la Pandemia di COVID-19 | annullata per la Pandemia di COVID-19 |
| 12    | Prueba Villafranca-Ordiziako Klasika (2020)     | 1.1  | Simon Carr                            | Nippo Delko Provence                  |
| 17    | Trofeo Edil C                                   | 1.2U | annullata per la Pandemia di COVID-19 | annullata per la Pandemia di COVID-19 |
| 18    | Chrono des Nations Espoirs                      | 1.2U | annullata per la Pandemia di COVID-19 | annullata per la Pandemia di COVID-19 |
| 25    | La Popolarissima                                | 1.2  | annullata per la Pandemia di COVID-19 | annullata per la Pandemia di COVID-19 |
| 28-1° | Giro di Sardegna                                | 2.1  | annullata per la Pandemia di COVID-19 | annullata per la Pandemia di COVID-19 |

### Novembre
| Data | Prova                  | Cat. | Vincitore                             | Squadra                               |
| ---- | ---------------------- | ---- | ------------------------------------- | ------------------------------------- |
| 6    | Kyiv Race              | 1.2  | annullata per la Pandemia di COVID-19 | annullata per la Pandemia di COVID-19 |
| 7    | Kyiv Cup               | 1.2  | annullata per la Pandemia di COVID-19 | annullata per la Pandemia di COVID-19 |
| 8    | Kyiv Speed - Challenge | 1.2  | annullata per la Pandemia di COVID-19 | annullata per la Pandemia di COVID-19 |

## Classifiche

### Classifica individuale
La classifica è composta da tutti i corridori del continente che abbiano ottenuto punti nell'UCI World Ranking.
| Pos. | Corridore            | Squadra    | Punti    |
| ---- | -------------------- | ---------- | -------- |
| 1    | Primož Roglič        | Jumbo      | 4 237    |
| 2    | Tadej Pogačar        | UAE        | 3 055    |
| 3    | Wout Van Aert        | Jumbo      | 2 700    |
| 4    | Mathieu van der Poel | Alpecin    | 2 040    |
| 5    | Jakob Fuglsang       | Astana     | 1 961    |
| 6    | Julian Alaphilippe   | Deceuninck | 1 795,83 |
| 7    | Diego Ulissi         | UAE        | 1 671    |
| 8    | Arnaud Démare        | FDJ        | 1 550    |
| 9    | Marc Hirschi         | Sunweb     | 1 430    |
| 10   | Aleksandr Vlasov     | Astana     | 1 399    |

### Classifica a squadre
La classifica viene calcolata sommando i punti della classifica individuale dei migliori 8 ciclisti per squadra.
| Pos. | Squadra                     | Punti    |
| ---- | --------------------------- | -------- |
| 1    | Alpecin-Fenix               | 4 788    |
| 2    | Team Arkéa-Samsic           | 3 697    |
| 3    | Circus-Wanty Gobert         | 2 778    |
| 4    | Nippo Delko One Provence    | 1 553    |
| 5    | Total Direct Énergie        | 1 418    |
| 6    | Uno-X Pro Cycling Team      | 1 346,29 |
| 7    | B&B Hotels-Vital Concept    | 1 165    |
| 8    | Sport Vlaanderen-Baloise    | 1 109    |
| 9    | Androni Giocattoli-Sidermec | 1 024    |
| 10   | Vini Zabù Brado KTM         | 938,33   |

### Classifica per nazioni
La classifica viene calcolata sommando i punti dei migliori 8 ciclisti per nazione.
| Pos. | Nazione       | Punti    |
| ---- | ------------- | -------- |
| 1    | Francia       | 9 542,83 |
| 2    | Slovenia      | 8 824    |
| 3    | Belgio        | 8 530    |
| 4    | Italia        | 7 375    |
| 5    | Paesi Bassi   | 6 249    |
| 6    | Danimarca     | 5 473    |
| 7    | Gran Bretagna | 5 299,16 |
| 8    | Germania      | 5 242,83 |
| 9    | Spagna        | 4 992    |
| 10   | Svizzera      | 3 449,66 |

### Classifica per nazioni U23
La classifica viene calcolata sommando i punti dei migliori 8 ciclisti per nazione della categoria U23.
| Pos. | Nazione       | Punti    |
| ---- | ------------- | -------- |
| 1    | Slovenia      | 3 088    |
| 2    | Belgio        | 2 652    |
| 3    | Svizzera      | 1 869,98 |
| 4    | Portogallo    | 1 556,33 |
| 5    | Italia        | 1 136,33 |
| 6    | Paesi Bassi   | 1 091    |
| 7    | Norvegia      | 866      |
| 8    | Gran Bretagna | 783,83   |
| 9    | Danimarca     | 645,43   |
| 10   | Francia       | 484      |